# Marquardt Slevogt
Marquardt Slevogt, nemški hokejist, * 22. marec 1909, Aschaffenburg, Nemčija, † 25. maj 1980, Nemčija. 
Slevogt je bil hokejist kluba SC Riessersee v nemški ligi, s katerim je v sezonah 1926/27, 1934/35 in 1937/38 osvojil naslov državnega prvaka, in nemške reprezentance, s katero je nastopil na dveh olimpijskih igrah, na katerih je osvojil eno bronasto medaljo, in Svetovnem prvenstvu 1930, kjer je osvojil srebrno medaljo. Za reprezentanco je nastopil na devetih tekmah.